# Prolytta
Prolytta là một chi bọ cánh cứng trong họ Meloidae.
Chi này được miêu tả khoa học năm 1959 bởi Kaszab.

## Các loài
Các loài trong chi này gồm:
- Prolytta capensis Kaszab, 1967
- Prolytta coriacea Kaszab, 1967
- Prolytta lucida (Haag-Rutenberg, 1880)
- Prolytta lucidicollis Kaszab, 1967
- Prolytta namibensis Kaszab, 1967
- Prolytta nitidula (Fabricius, 1775)
- Prolytta opacoides Kaszab, 1981
- Prolytta pallidipennis (Haag-Rutenberg, 1880)
- Prolytta pseudolucida Kaszab, 1981
- Prolytta rugulosa Kaszab, 1967
- Prolytta semilineata Haag-Rutenberg, 1880
- Prolytta tarsalis Kaszab, 1967